# Familia Leszczyński

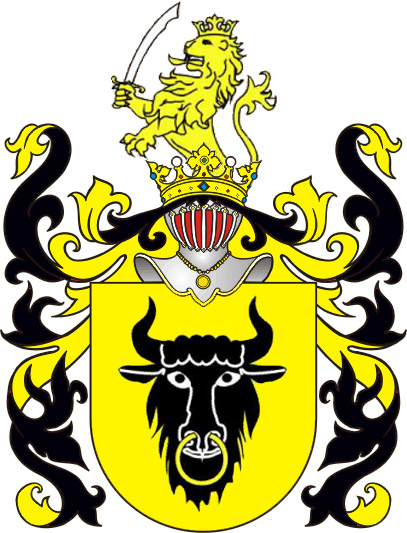
Escudo de la familia Leszczyński correspondiente al clan Wieniawa.

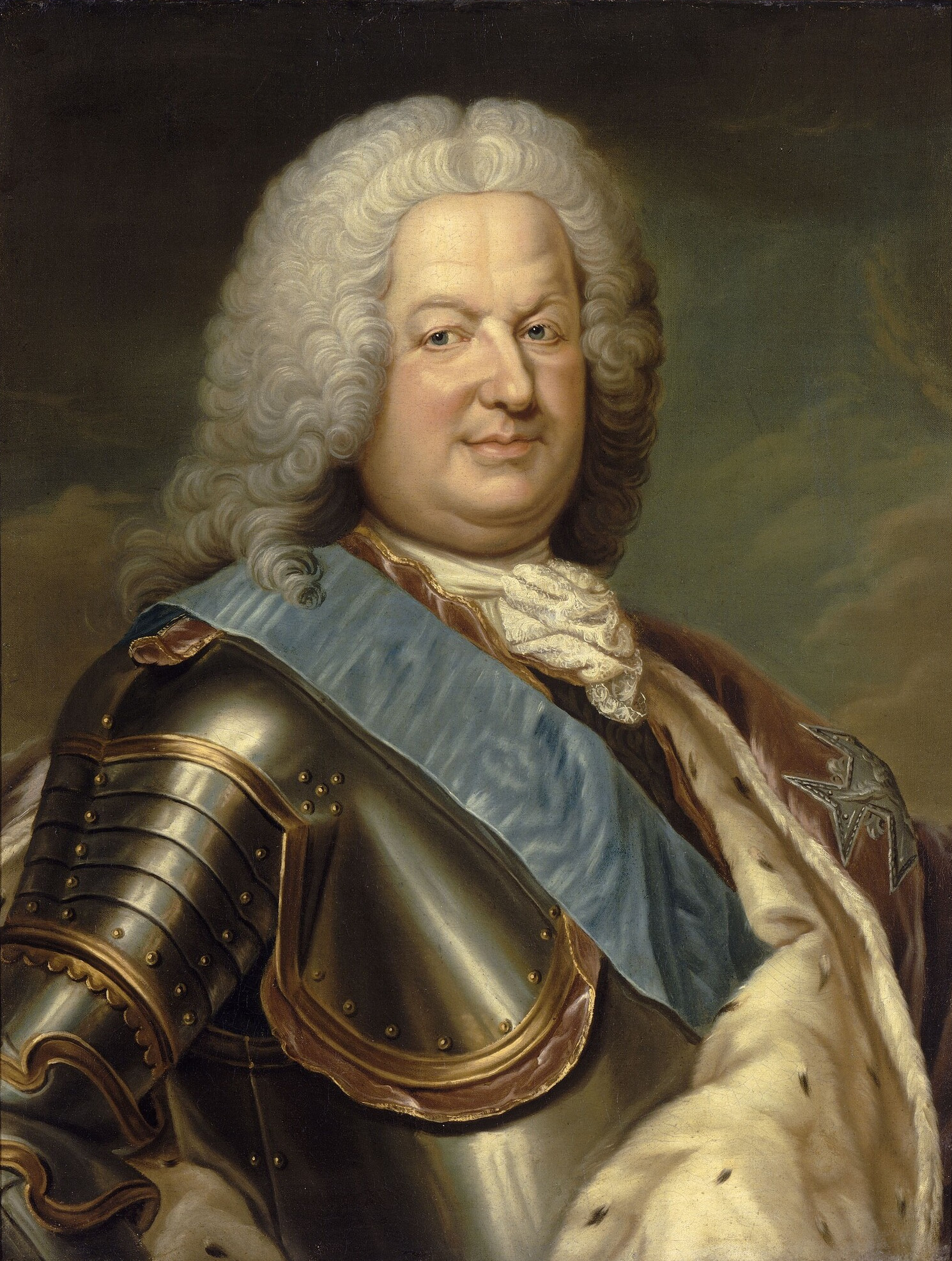
Rey Estanislao I Leszczynski.

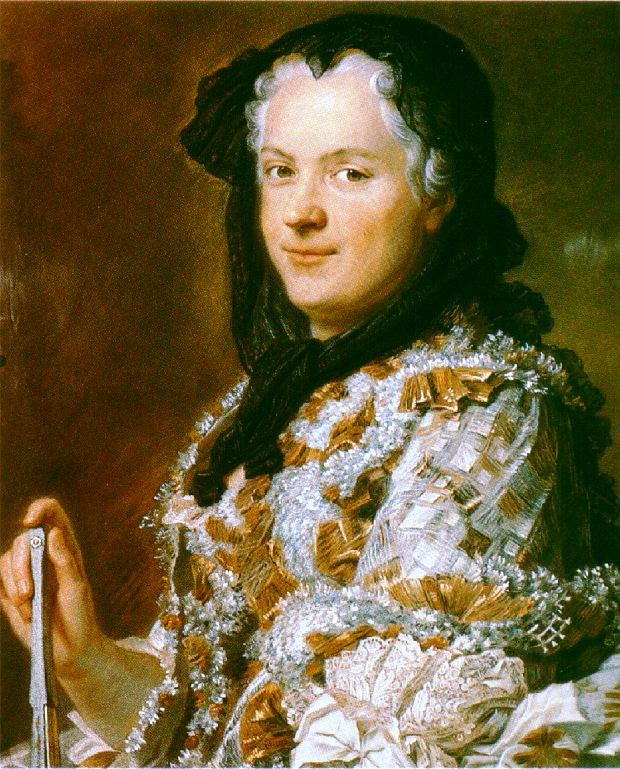
La reina María Leszczynska.

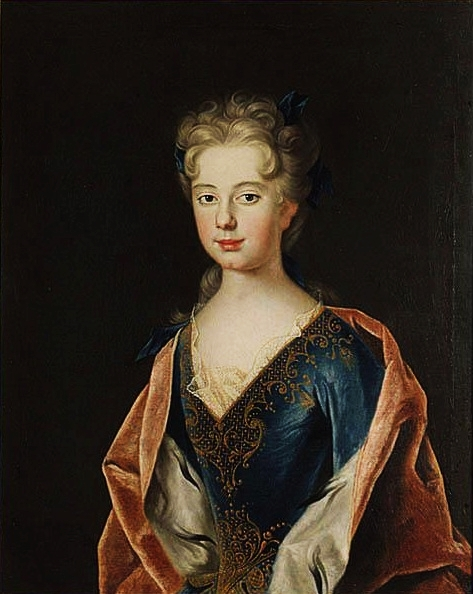
Princesa Ana Leszczynska.

El nombre  Leszczyński (Leszczyńscy  en plural y en su forma del femenino Leszczyńska) corresponde a una familia noble polaca.
En 1473 (y no en 1476), Rafal Leszczyński obtuvo el título de conde del emperador Federico III de Habsburgo con rango hereditario. Su último representante Estanislao I Leszczynski fue rey de Polonia, Gran Duque de Lituania y después duque de Lorena, suegro de Luis XV de Francia, murió en 1766. 

## Historia
El apellido deriva de Leszczyna que ahora es un barrio de Leszno. La principal influencia de esta familia se produjo al final del siglo XVI y principio del siglo XVII cuando eran ardientes defensores del calvinismo por lo que convirtieron sus propiedades en Leszno y Baranów Sandomierski en los principales centros de la  Kościoł Ewangelicko-Reformowany w RP (Iglesia polaca reformada).
Esta familia utiliza como escudo de armas el correspondiente al Clan Wieniawa que fue empleado por diversas estirpes en la República de las Dos Naciones.

## Escudos de armas

Escudo de armas del rey Estanislao I Leszczynski
Escudo de armas de Estanislao I Leszczynski como rey de Polonia y príncipe de Lorena.
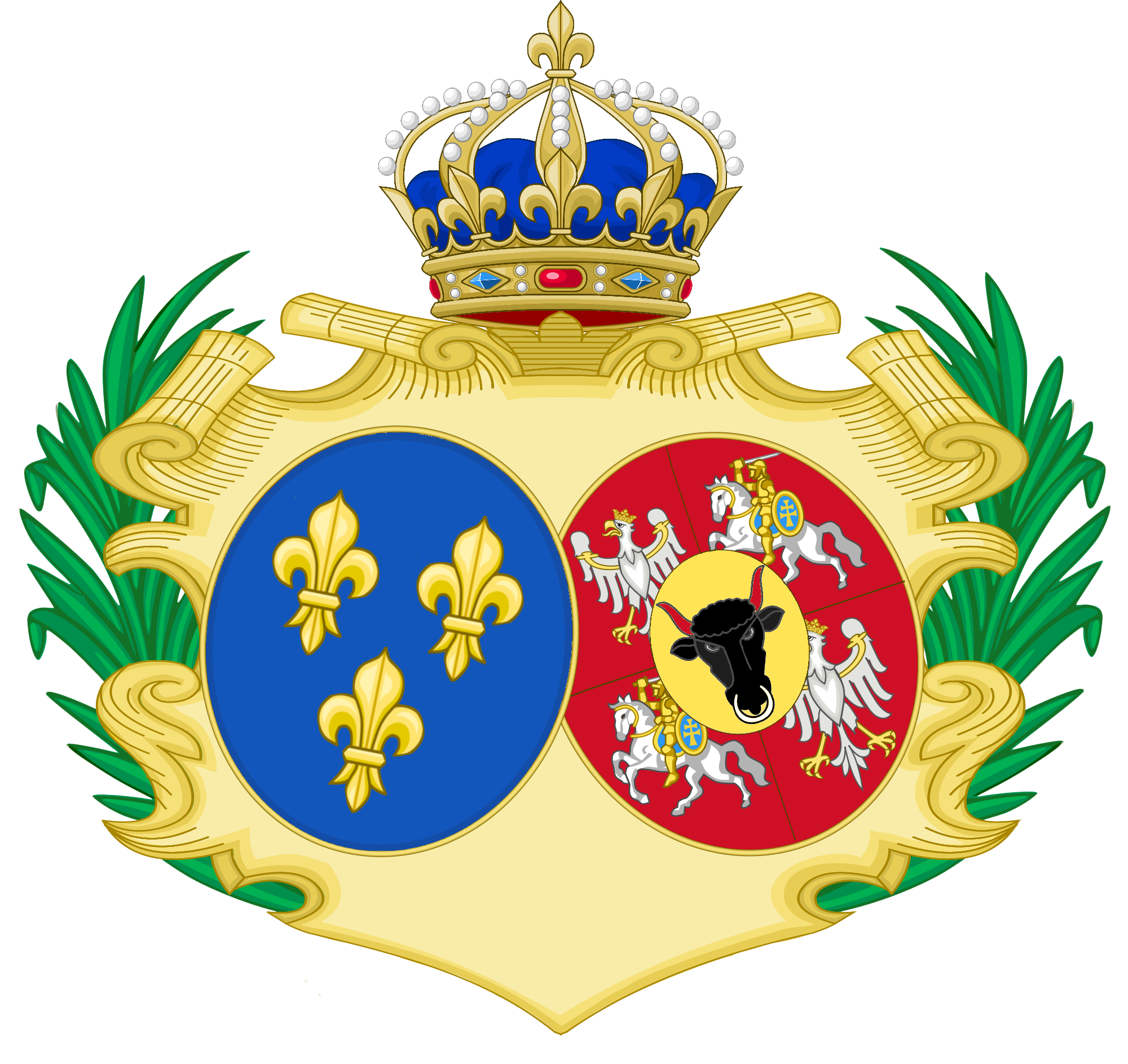
Escudo de armas de María Leszczynska como Reina de Francia.

## Miembros
Algunos de sus principales miembros fueron: 
- Rafaeł Leszczyński (1579–1636), voivoda de Belz y líder de los calvinistas polacos.
- Andrzej Leszczyński (1606–1651), voivoda de Dorpat.
- Bogusław Leszczyński (1614–1659), tesorero y canciller de la corona.
- Rafał Leszczyński (1650–1703), tesorero de la corona.
- Estanislao I Leszczynski, (1677–1766), rey de Polonia y después Duque de Lorena. Casado con Catalina Opalinska.
- Ana Leszczynska (1699-1717), princesa polaca.
- María Leszczynska, (1703–1768), reina de Francia, casada con Luis XV.